# Bàsquet Manresa
Bàsquet Manresa, auch bekannt unter dem Sponsornamen BAXI Manresa, ist ein spanischer Basketballverein aus der katalanischen Stadt Manresa. Die erste Mannschaft spielt in der spanischen Liga ACB. Die Heimspiele werden im 5000 Zuschauer fassenden Pavelló Nou Congost bestritten.

## Geschichte
Der Klub wurde im Jahr 1931 als Manresa Basquetbol Club gegründet und fusionierte vier Jahre später unter dem Namen Unió Manresana de Bàsquet mit CB Brages. Im Jahr 1968 gelang erstmals der Aufstieg in die erste Division. In der Saison 1972 debütierte der Klub durch die Teilnahme am Korać-Cup auf internationaler Bühne. Die erfolgreichste Epoche startete in den 1990er Jahren, in der Saison 1995/96 konnte mit der Copa del Rey der erste große Titel errungen werden und im Folgejahr erreichte die Mannschaft das Achtelfinale im Eurocup, doch der Höhepunkt sollte 1997/98 folgen. Obwohl die Mannschaft die Reguläre Saison der Liga ACB nur auf dem 6. Platz beendete, setzte sie sich in den Play-offs jeweils überraschend gegen CB Estudiantes, Real Madrid und TAU Cerámica durch um den Meistertitel zu erringen. Der damals bereits 40-jährige Kapitän und Point Guard Joan Creus wurde wegen seiner herausragenden Leistungen zum MVP der Finalserie gewählt. Der Titelgewinn gilt als die größte Sensation in der Geschichte der Liga ACB. In der Saison 1998/99 nahm der Klub am Europapokal der Landesmeister teil, schied jedoch in der Zwischenrunde aus.
In der Saison 2025/26 nimmt der Verein am EuroCup teil.

## Aktueller Kader
| Nr. | Nat.               | Name                       | Position | Geburt     | Größe  | Info |
| --- | ------------------ | -------------------------- | -------- | ---------- | ------ | ---- |
| 8   | Spanien            | Álex Reyes                 | Forward  | 17.12.1993 | 202 cm |      |
| 12  | Lettland           | Mārcis Šteinbergs          | Forward  | 28.08.2001 | 208 cm |      |
| 13  | Gambia             | Musa Sagnia                | Forward  | 01.05.2000 | 201 cm |      |
| 32  | Belgien            | Retin Obasohan             | Guard    | 06.07.1993 | 183 cm |      |
| 55  | Spanien            | Dani Pérez                 | Guard    | 28.02.1990 | 188 cm |      |
|     | Frankreich         | Hugo Benitez               | Guard    | 20.01.2001 | 192 cm |      |
|     | Spanien            | Max Gaspà                  | Guard    | 03.01.2006 | 190 cm |      |
|     | Puerto Rico        | Alfonso Plummer            | Guard    | 04.09.1997 | 184 cm |      |
|     | Uruguay            | Agustín Ubal               | Guard    | 19.07.2003 | 198 cm |      |
|     | Danemark           | Gustav Knudsen             | Forward  | 16.04.2003 | 204 cm |      |
|     | Deutschland        | Louis Olinde               | Forward  | 19.03.1998 | 205 cm |      |
|     | Nigeria            | Kaodirichi Akobundu-Ehiogu | Center   | 07.10.1999 | 208 cm |      |
|     | Vereinigte Staaten | Grant Golden               | Center   | 15.01.1998 | 208 cm |      |
|     | Belgien            | Archange Izaw-Bolavie      | Center   | 21.06.2001 | 210 cm |      |

| Nat.    | Name         | Position   |
| ------- | ------------ | ---------- |
| Spanien | Diego Ocampo | Head Coach |

| Abk. | Bedeutung                       |
| ---- | ------------------------------- |
| Nr.  | Trikotnummer                    |
| Nat. | Nationalität                    |
| C    | Mannschaftskapitän              |
| S    | Suspension                      |
|      | Verletzungsbedingte Inaktivität |

## Vereinsnamen
Im Laufe der Geschichte trug der Klub aufgrund wechselnder Sponsoren unterschiedliche Namen:
| - Manresa K'ans (1967–1971) - Manresa La Casera (1971–1977) - Icab Manresa (1977–1979) - Marlboro Manresa (1979–1980) - Caixa Manresa (1981–1982), (1984–1985) - Seguros Velázquez Manresa (1982–1983) - Ebro Manresa (1983–1984) - Menfis Manresa (1986–1987) - TDK Manresa (1985–2000) | - Minorisa.net Manresa (2000–2002) - Ricoh Manresa (2002–2009) - Suzuki Manresa (2009–2010) - Assignia Manresa (2010–2013) - La Bruixa d’Or (2013–2015) - ICL Manresa (2015–2018) - BAXI Manresa (seit 2018) |

## Erfolge
- Spanischer Meister 1997/98
- Spanischer Pokalsieger 1995/96

## Bekannte Spieler
| - Toby Bailey - Joan Creus - Juan Domingo de la Cruz - Roger Esteller - George Gervin | - Serge Ibaka - Sergio Llull - Milan Majstorović - Darren Morningstar - Andrés Nocioni |